# Satyrus demophile
Satyrus demophile är en fjärilsart som beskrevs av Jacob Hübner 1790-1793. Satyrus demophile ingår i släktet Satyrus och familjen praktfjärilar. Inga underarter finns listade.